# ورنیک
ورنیک (به لاتین: Varnice}} یک منطقهٔ مسکونی در صربستان است که در Moravica District واقع شده‌است.

## خصوصیات
ورنیک ۱۵۴ نفر جمعیت دارد.